# Konrad I av Brandenburg

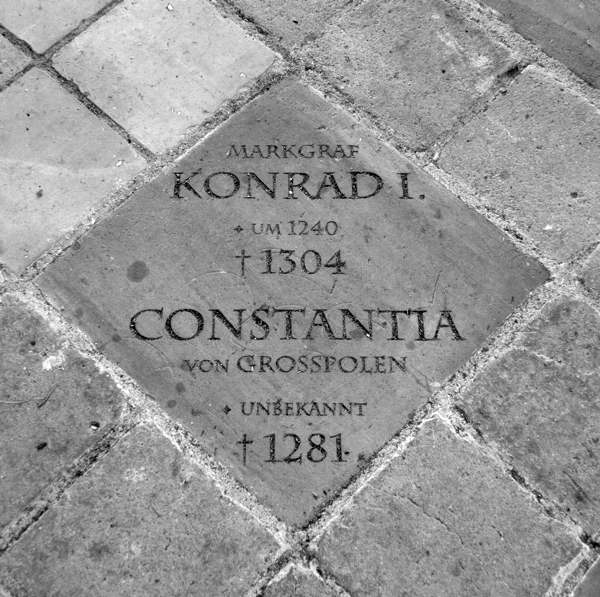
Konrad I av Brandenburgs grav.

Konrad I av Brandenburg, född omkring 1240, död 1304, var markgreve och medregent av Brandenburg.
Han var medlem av huset Askanien och det fjärde av sex barn till markgreven Johan I av Brandenburg och Sofia av Danmark, och därigenom dotterson till Valdemar Sejr av Danmark och Berengaria av Portugal. Vid faderns död 1266 blev han markgreve och medregent tillsammans med sina bröder i Brandenburg. Konrad erhöll Neumark som domän men tog en mindre framträdande politisk roll i förhållande till sina bröder Johan II och Otto IV. Han deltog i Otto IV:s allians med Mestwin II av Pommern 1269.
Han avled 1304 och är begravd i Chorins kloster.

## Familj
Konrad I gifte sig med Constantia av Storpolen (död 1281), dotter till Przemysł I av Storpolen. Deras barn var:
- Johan IV av Brandenburg (1261-1305)
- Otto VII (död 1308), tempelriddare, ej att förväxla med den senare kurfursten Otto V av Bayern.
- Valdemar av Brandenburg (omkr. 1280-1319), regerande markgreve av Brandenburg.
- Agnes av Brandenburg (död 1329), gift 1300 med Albrekt I av Anhalt.